# 井上杏美
井上杏美（日语：／ Inoue Azumi，1965年2月10日—），本名，是日本的歌手。出生于石川县金泽市、毕业于金城高等学校（今遊學館高等學校）。声音以清澈透明而闻名。现在工作于多来米事务所，有一个孩子ゆーゆ。

## 经历
- 1983年，以演唱原创的单曲作品「STAR STORM」出道 (艺名：井上杏美)。
- 1986年，在宮崎駿监制的吉卜力巨作《天空之城》中演唱主题曲《伴随着你》，因为悠远委婉的歌声把作品主旨演绎得淋漓尽致而一举出名。由于极高的评价，而在宮崎駿的另一部作品《龙猫》中继续演唱了片尾曲《鄰家的龍貓》以及片头曲《散步》等几首曲目。除此以外，她还经常演唱大型的文化活动、周年纪念的主题歌。
- 1989年 ，动画魔女宅急便再次邀请她演唱歌曲《看得见海的街》。同年，在她出生地石川县開局的金澤電視台主場該電視台的形象歌曲《手のひらに風の色》，以及在同台電視節目廣告中演出。
- 1992年，在PC Engine游戏《天外魔境II 卍MARU》中，首次挑战游戏配音，扮演一个失去双亲并自绑双手的可怜的孩子“绢”。
- 1999年，與多來米事務所社長今尾公祐結婚。
- 2003年，客串Janne Da Arc的专集ANOTHER STORY中「1/5の音箱」和「少女と氷の女王」两首曲目的演唱。
- 2004年，誕生一女。
- 2006年，發行個人專輯「Believe」
- 2006年至2007年，在《NHK大家的歌》节目中演唱了许多歌曲。
- 2007年，《フラカッパー》以DVD形式发售了含有主题歌的专集。
- 2007年在 Sound Horizon的5th story CD「Roman」中。
- 目前正积极活动在日本各地召开的家庭音乐会中。

## 代表曲
- 伴随着你（天空之城）
- 鄰家的龍貓（龙猫）
- 散步（龙猫）
- めぐる季節(魔女宅急便）
- 悲しみが許せない（强殖装甲）
- 小さな魔女の子守歌（ヤダモン）
- レッツ・フライ・ヤダモン（ヤダモン）
- 瞳の中の地球（ヤダモン）
- 桜、舞う（NHK大家的歌1992.2&3月之歌）
- さがしにゆこうよ!!（すきすきキスゴン）
- 手のひらに風の色（テレビ金沢イメージソング）
- Believe（杉本龍一作詞、作曲的合唱曲をカバー）
- しあわせのうた～風とおさんぽ～（NHK大家的歌2006.8&9月之歌）
- ハーモニー（『NHKみんなのうた』テーマソング）
- 太陽的種子（你好 安妮 ～Before Green Gables片頭曲）
- 太好了♪進行曲（你好 安妮 ～Before Green Gables 片尾曲）
- 宇宙へのドア（デンソー社歌）

## 出演
- すきすきキスゴン（キッズステーション）
- 井上あずみのコーク・サウンド・シャッフル（FM石川→FMとやま、FM福井)FM石川開局より放送開始→1993年頃まで？
- NHK今日は一日みんなのうた三昧 BSナビゲーター